# Антиповское сельское поселение
Анти́повское се́льское поселе́ние — муниципальное образование в составе Камышинского района Волгоградской области.
Административный центр — село Антиповка.

## История
Антиповское сельское поселение образовано 5 марта 2005 года в соответствии с Законом Волгоградской области № 1022-ОД.

## Население
| 2010  | 2012  | 2013  | 2014  | 2015  | 2016  | 2017  |
| ----- | ----- | ----- | ----- | ----- | ----- | ----- |
| 2905  | ↘2884 | ↘2839 | ↘2781 | ↘2750 | ↘2745 | ↘2724 |
| 2018  | 2019  | 2020  | 2021  |       |       |       |
| ↘2674 | ↘2627 | ↘2607 | ↘2554 |       |       |       |

## Состав сельского поселения
| № | Населённый пункт | Тип населённого пункта       | Население |
| - | ---------------- | ---------------------------- | --------- |
| 1 | Антиповка        | село, административный центр | ↘2554     |